# Восстание майотенов

Восстание майотенов. Миниатюра из рукописи «Вигилий Карла VII». Около 1461 г.

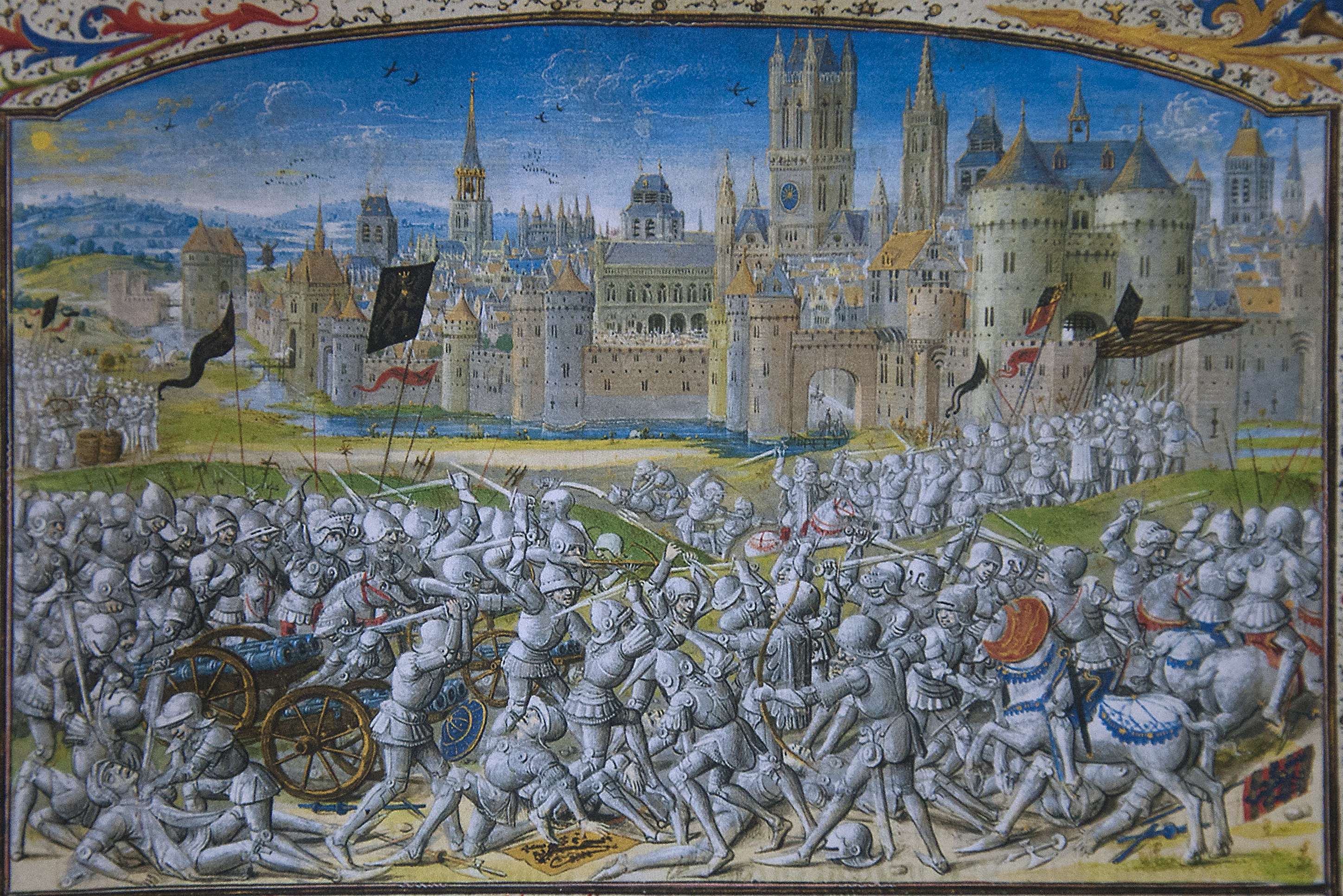
Битва на Беверхоутсфельд (Осиновых полях) 3 мая 1382 г. Миниатюра из «Хроник» Жана Фруассара. XV в.

Восстание майотенов, или Восстание молотобойцев (фр. maillet — боевой молот, служивший основным оружием восставших) в 1382 году — одно из событий движения против чрезмерного налогового гнёта, характерного для Франции во время правления регентов несовершеннолетнего Карла VI. Началось во многом под влиянием победы гентцев под предводительством Филиппа ван Артевельде в сражении на Беверхоутсфельд (Осиновых полях) близ Брюгге 3 мая 1382 года, и закончилось после их полного поражения. Несмотря на то, что восстание было подавлено и многие из принимавших в нём участие были казнены, правительство при Карле VI вынуждено было на 25—30 лет отказаться от попыток дальнейшего повышения налогов и податей. Современники называли участников восстания «maillets», слово «майотены» («мальотены», maillotins) вошло в обиход начиная с XVI века.

## Причины

### Экономическое положение Франции в середине и конце XIV века

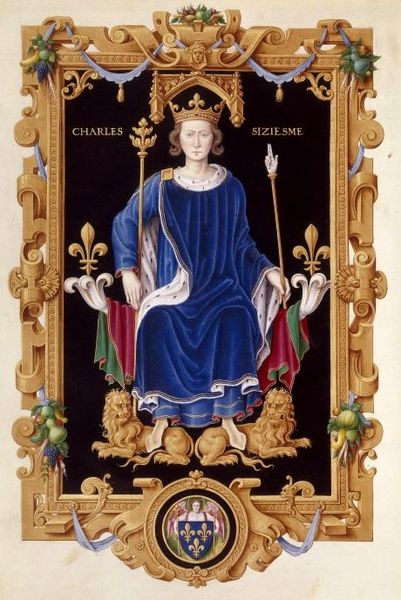
Король Карл VI «Возлюбленный»

Характерное для позднего Средневековья бурное развитие товарно-денежных отношений всё более стимулировало в городах развитие ремёсел и расслоение среди цеховых организаций на «старшие» (богатые) цехи, среди которых особенно выделялись суконщики, мясники, ювелиры, и «младшие», отнюдь не обладавшие привилегиями и богатством «старших». Внутри самих цехов также усиливались противоречия между верхушкой — мастерами — и подмастерьями, всё более терявшими права и переходившими на положение наёмных работников. Возросшее количество денежной массы и возможность за деньги удовлетворить практически любые потребности также сыграли роль в уменьшении участия правящих классов в управлении своими поместьями. Среди высшего класса усиливались погоня за деньгами, стремление подражать роскоши королевского двора и богатых феодалов. Кроме того, возрастала стоимость рыцарских доспехов и снаряжения, необходимых для ведения военных действий.
Выход из положения искали в первую очередь в локальных войнах и грабеже населения противной стороны. Тому же способствовала государственная война, получившая в позднейшей историографии название Столетней. Погоня за деньгами привела к массовому освобождению сельского населения из крепостной зависимости (что даже навязывалось сеньором насильно, за немалый денежный выкуп) и переполнению городов нищими и полунищими, пробавлявшимся случайными заработками или чёрной работой в качестве прислуги, грузчиков, возниц и т. д.
Чёрная смерть, прокатившаяся по стране в 1348 году, и эпидемия чумы 1363 года уменьшили и городское, и сельское население, вследствие чего появилась нехватка рабочих рук. Заработная плата начала расти, более того, мелкий люд уже мог торговаться со своими нанимателями, принуждая считаться со своими интересами. Впрочем, в качестве побочного результата роста заработной платы цены на продукты питания и товары первой необходимости также пошли вверх, в результате чего, выиграв в правах и свободах, низшие классы отнюдь не смогли изменить своего материального положения. Также, чувствуя, что власть ускользает из рук, феодальные князья пытались взять верх над низшими классами, всё более усиливая налоговое бремя, что, в конечном итоге, вылилось в серию городских и сельских бунтов против фиска, одним из которых явилось восстание майотенов в Париже.

### Противостояние феодального и городского самоуправления
Современные исследователи, в частности, Э. Кроу, считают, что политическими причинами восстания были наметившиеся противоречия между интересами горожан, требовавших свободы от гнёта светских и церковных феодалов, и притязаниями властей на города как вотчину для взимания налогов. Сопротивление королевской и феодальной власти становлению городского самоуправления и попытки замкнуть на себя решение всех вопросов муниципального характера привели к тому, что финансовая ситуация французского города стала зависеть лишь от прочности центрального управления, даже при самом небольшом сбое в этом механизме немедленно следовал хаос и развал экономики, причём городское население видело в том вину правителя, который в свою очередь обрушивал на горожан всю тяжесть преследований и террора.

### Политическая ситуация

Людовик I, герцог Анжуйский. «Большие французские хроники», XV век

В 1380 году умер король Карл V Мудрый, которому удалось сделать многое в области внутренней и внешней политики. Англичане были практически изгнаны из страны, им удалось удержаться лишь в пяти портах — Шербуре, Бресте, Кале, Бордо и Байонне, так что конец затянувшейся войны, прозванной потомками Столетней, казался близок и должен был, несомненно, увенчаться победой французов. Королю удалось также разгромить и практически обезвредить крупные шайки наёмников (т. н. «компании»), грабившие страну на протяжении многих лет, в результате чего Франция, впервые за много лет, обрела относительный покой и смогла постепенно начать восстанавливать разрушенную войной экономику. В то же время, последние годы правления Карла Мудрого ознаменовались налоговыми волнениями в Лангедоке, причиной которых стало недовольство грабительской политикой младшего брата короля, Людовика Анжуйского.
В год смерти отца наследнику, будущему Карлу VI исполнилось всего лишь 11 лет и по завещанию покойного, в течение двух лет, после которых его следовало объявить совершеннолетним, править должен был его второй брат — Жан Беррийский. Корыстолюбивый Людовик Анжуйский, несмотря на формальное старшинство, от власти отстранялся, в результате чего он, как и его соперники, сразу после смерти короля стал тайно стягивать к столице войска. Впрочем, в тот момент их удалось помирить, при том, что ограниченные права регента передавались Людовику Анжуйскому, двоим младшим братьям следовало довольствоваться опекунством над детьми покойного короля, в то время как при них создавался совет из 50 членов, представителей всех сословий, из которых 12 наиболее приближенных должны были взять на себя собственно опеку над малолетними.

### Восстания в 1379—1380 годах
В последний год своего правления Карл V попытался для ведения войны против англичан ввести новую чрезвычайную подать — т. н. подымный налог, в результате чего Лангедок, доведённый до отчаяния злоупотреблениями Людовика Анжуйского, взялся за оружие. Восстание вспыхнуло в Монпелье, где ремесленники и мелкие торговцы ворвались в ратушу, перебив финансовых чиновников, которые пытались скрыться там, и далее принялись расправляться с богатыми купцами и дворянами. Возмущение охватило Алэ, Клермон и Ним. Король предпочёл уступить и даже после подавления восстания всё же решил ликвидировать новую подать, по обычаю, сделав это частью последней воли.

### Налоговая и финансовая ситуация в 1380—1381 годах

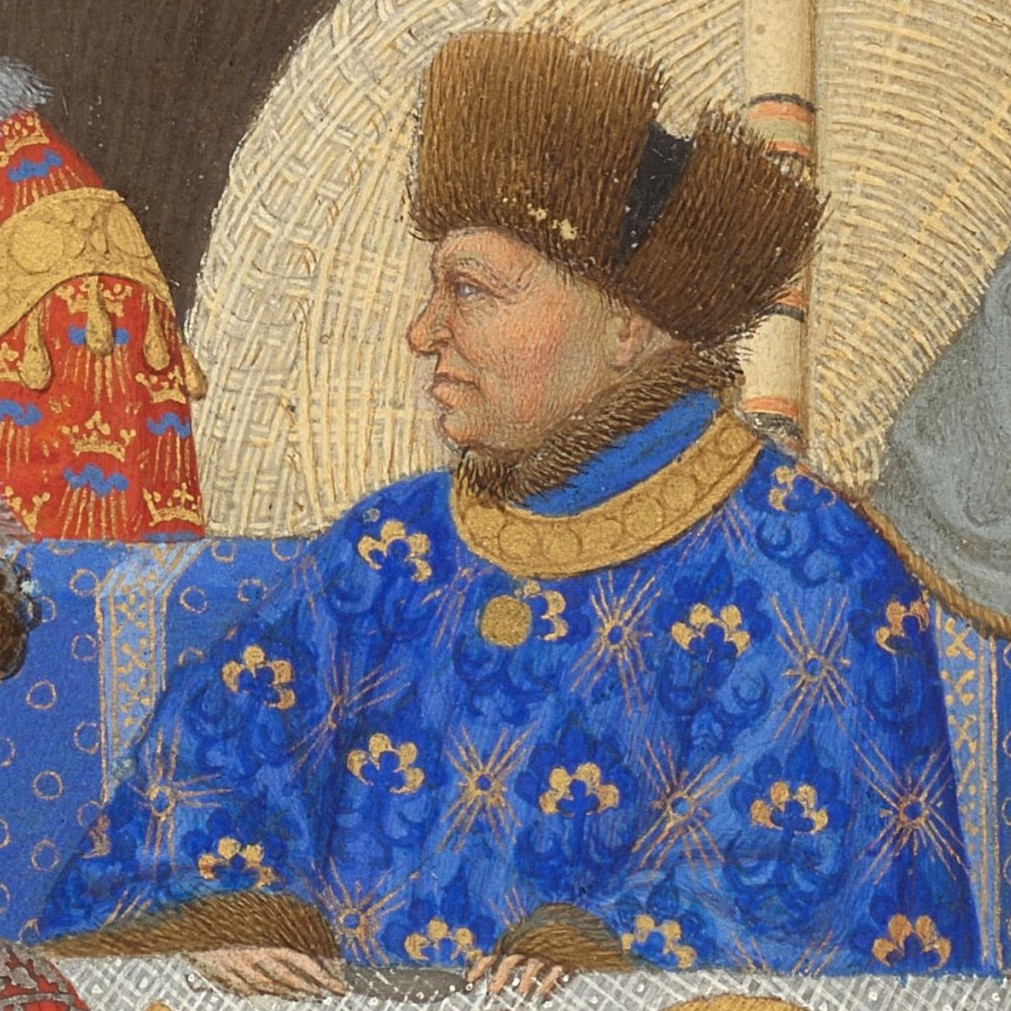
Иоанн I, «Великолепный», герцог Беррийский. «Великолепный часослов герцога Беррийского», XV век

Первым шагом для нового правительства была коронация юного Карла VI, которую, однако, пришлось задержать из-за того, что Людовик Анжуйский мошеннически присвоил себе немалую часть королевской казны (согласно Фруассару, общая цена украденного составила астрономическую сумму в 17 млн. франков). В том числе Людовик присвоил и драгоценности, составлявшие неприкосновенный запас французской короны, их ему удалось заполучить с помощью шантажа и угроз казнить казначея Филиппа де Савуаси. Деньги срочно требовались Людовику на оплату наёмников, с помощью которых он надеялся завоевать себе неаполитанскую корону, наследником которой формально являлся по воле своей приёмной матери — Джованны I.
Коронация нового правителя состоялась 3 ноября 1380 года, причём, в соответствии с завещанием Карла V, народу было объявлено об уничтожении подымной подати.
Эта мера немедленно вызвала сопротивление опекунов, намеревавшихся в полной мере использовать представившуюся им возможность для наживы, причем Филипп Бургундский прямо призывал к старым податям добавить новые, после чего был немедленно утверждён новый налог на двадцатую часть имущества, получивший название «субсидии», или вспомоществования.
Финансовый кризис продолжал углубляться, бездарное управление и казнокрадство, царившие в окружении юного короля, сводили на нет любые попытки поправить дело. В 1381 году Людовик Анжуйский семь раз собирал Генеральные Штаты, пытаясь добиться у представителей трёх сословий разрешения на введение новых налогов, но все эти попытки неизменно разбивались о сопротивление депутатов, раз за разом указывавших герцогу, что любая попытка действовать в подобном направлении вызовет народное возмущение с трудно предсказуемыми последствиями.

## Предшествующие события

### Настроения парижан и обстановка в городе

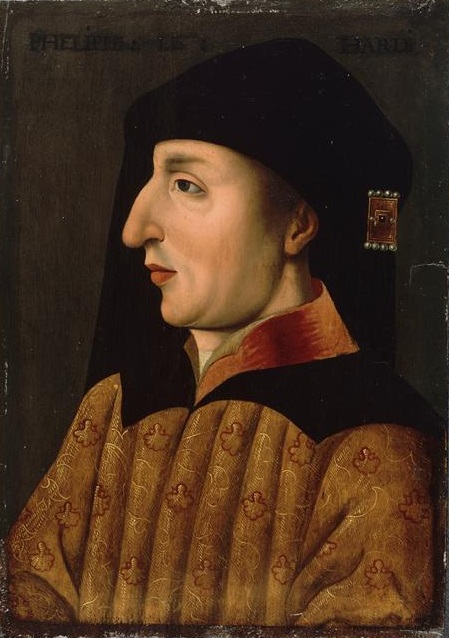
Филипп II «Смелый», герцог Бургундский

Париж глухо волновался. Доходившие из Реймса, «города помазания», неверные слухи касательно «облегчения налогового бремени», как упоминал Жювеналь дез Юрсен, многими были восприняты как объявление об отмене налогов как таковых. Делегация, посланная за разъяснениями к старшему из дядей короля, герцогу Людовику Анжуйскому, не сумела добиться на свой вопрос вразумительного ответа, при том, что сборщики налогов, с молчаливого поощрения дядей короля, бесчинствовали, отбирая у бедного населения последние крохи. В довершение всего, стоявшие в городе солдаты, чьё жалование должны были составить налоговые сборы из недавно покорённых Компьеня и Пикардии, также оставались на голодном пайке ввиду того, что тамошнее население противилось уплате. В итоге в городе начались солдатские бесчинства и грабёж, подвергшие терпение парижан немалому испытанию. В результате всего, в городе начались тайные ночные сходки, и, как говорилось в хрониках того времени, для начала мятежа «не хватало только предводителя».
Ситуация осложнялась тем, что слухи об ограблении королевской сокровищницы достигли ушей парижан. Более того, желая поддержать столь выгодное для себя настроение, герцоги Бургундский и Беррийский прямо обвинили старшего брата в казнокрадстве. На собрании, специально собранном в Шатле, купеческий прево Кальдо пустил в ход всё своё красноречие, чтобы успокоить раздражённых горожан, но не нашёлся что ответить на вопрос — как быть, если распри между принцами будут продолжаться и далее.
Доведённый до отчаяния разорительными налогами и бесчинствами солдат парижский люд принудил прево возглавить новую делегацию к герцогу, которую тот, встревоженный видом возбуждённой толпы, был вынужден лично принять. Пытаясь выиграть время, герцог пообещал дать ответ на следующий день, но ввиду того, что в его распоряжении в тот момент не было достаточной военной силы, ему ничего не оставалось, как пойти навстречу требованиям и упразднить новый налог.
Впрочем, этого народу и здесь же присутствующей цеховой верхушке оказалось мало, они потребовали от герцога санкций против евреев, многие из которых в то время давали деньги в рост в обмен на особый налог в пользу казны. Получив в том отказ, парижане взялись за оружие и, разгромив еврейский квартал, убили раввина и нескольких богатых иудеев-ростовщиков, сожгли их дома и долговые расписки, разграбив и присвоив себе имущество жертв. При этом, по словам хрониста Жана Фруассара, пострадало немало небогатых евреев, живших на улице Тампль, некоторые из них были насильно окрещены в церкви Сен-Жермен на Гревской площади.
После этих событий Париж временно успокоился, но герцог Анжуйский, решив более не искушать судьбу, предпочёл уступить регентство и связанную с тем ответственность младшему брату — Жанну Беррийскому, в то время как начал давно запланированную войну за неаполитанскую корону. Жан Беррийский в свою очередь отправился покорять мятежный Лангедок, отнюдь не горевший желанием принять его в качестве правителя, причем во главе специально собранной армии должен был встать юный король, горевший желанием отличиться на поле боя. Впрочем, третьему королевскому дяде, Филиппу Бургундскому, удалось настоять на том, чтобы Карл возглавил экспедицию против Фландрии, как более опасной для его власти. Париж вновь, таким образом, остался без верховного управления, что немедленно сказалось на настроении улицы.

### История Юга Обрио
В 1381 году был арестован прево Парижа Юг Обрио. Этот уроженец Бургундии выдвинулся благодаря собственному уму и энергичности, снискав расположение герцога Филиппа Смелого и самого короля Карла V, назначившего Обрио на пост прево Парижа. На этом посту Обрио многое сделал для города — он начал застройку набережных на Сене, впервые вывел в реку каналы для дождевой воды, ранее превращавшей парижские улицы в месиво, построил мост через реку. Но в то же время он имел неосторожность навлечь на себя гнев клириков Университета тем, что не считался с их привилегиями в тех случаях, когда их соблюдение прямо противоречило городским интересам, а когда духовенство запротестовало против подобного, зло высмеял самих клириков. Чашу терпения последних окончательно переполнил приказ прево конфисковать под предлогом использования для строительства нового моста паром, принадлежавший монахам Сен-Дени де Нейи. На этом основании духовенство поспешило обвинить его в ереси. Но если при прежнем царствовании подобные обвинения оставались без ответа, да и сам факт конфискации можно было лишь с натяжкой объяснить еретическими настроениями, повод представился снова, когда Обрио приказал во время одного из волнений отобрать у бунтовщиков еврейских детей, которых те силой тащили в церковь, желая насильно окрестить в католическую веру. На сей раз «ересь» представилась несомненной, и Обрио вынужден был предстать перед королевскими судьями. Заступничество Филиппа Бургундского сумело спасти его от костра, однако прево Парижа был лишён должности и осуждён на вечное заключение в тюрьме Шатле, где ранее ему самому доводилось вершить суд. Несчастья Обрио вызвали сочувствие парижского населения, однако никто не поспешил ему на помощь.

### Гентское и Руанское восстания

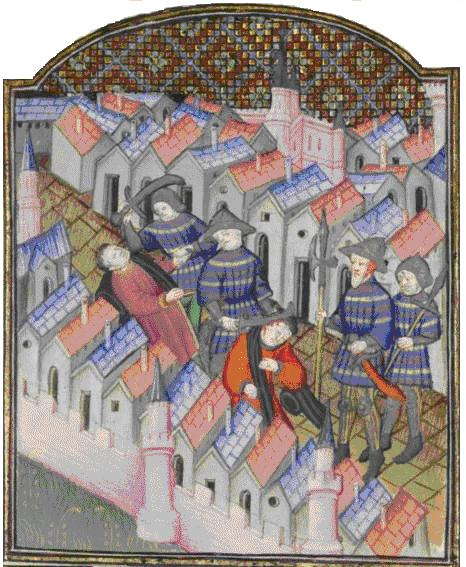
Гентское восстание (Хроники Фруассара, XIV век)

Однако особое влияние на умонастроения парижан оказало восстание в городах Фландрии, начавшееся в 1378 году. Оно было вызвано теми же причинами — насильно навязанным герцогом Людовиком де Малем «вспомоществованием». Когда в ответ на попытку взимания нового налога, гентцы взялись за оружие, граф попытался получить деньги с жителей Брюгге в виде налога на строительство канала, который должен был связать город с внутренними районами страны. В ответ на это лодочники Брюгге под предводительством некоего Юхана Йёнса взялись за оружие, приняв в качестве отличительного знака белые шапероны. К лодочникам присоединились ткачи, высланный против них карательный отряд был разбит и графское знамя брошено в грязь. Согласно хроникам того времени, целью восставших было ни более ни менее чем «уничтожение всего дворянства и знати». Объединённые ополчения Гента и Брюгге заняли Ипр и Куртре (Кортрейк), осадили Ауденарде. Фламандский граф был изгнан прочь, место правителя занял Филипп Артевельде. Людовик поспешил в Париж, где призвал на помощь себе юного Карла VI. Переговоры, которые пытался по его приказу вести с восставшими Филипп Бургундский в Аррасе, провалились. Однако в 1382 году восстание пошло на спад, войсками герцога Энгиенского был занят и предан огню Гравелин, каратели подошли к Генту. Парижане следили за этими событиями с немалым сочувствием (если верить итальянцу Бонаккорсо Питти и Фруассару, приняв отправленных из Гента посланников и обмениваясь письмами как с восставшим Гентом, так и с Руаном и малыми городами Франции, которые «столица, по словам официального хроникёра короля, — побуждала к бунту»). В знак солидарности с восставшим Гентом парижане сменили малиново-синие шапероны, носившиеся со времена Жакерии, на белые — знак принадлежности к фламандской (или позднее — бургундской) партии, и едва лишь герцог Анжуйский стал добиваться у парижских старшин согласия на введение в городе очередного косвенного налога — т. н. «вспомоществования» (aide) на вино, соль и основные продукты питания, парижане закупили оружие, выбрали из своей среды десятников и пятидесятников и приготовились к сопротивлению. Не рискуя ещё более раздражать парижан, герцог попытался обложить новым налогом на продажу жителей Руана. В ответ жители города взбунтовались и, поставив себе главой шутовского «короля» — толстого и неповоротливого торговца, перебили сборщиков налогов и сожгли финансовые документы хранившиеся в аббатстве Сент-Уан. В то же время возмущение против нового налога вспыхнуло в Амьене, Сен-Кантене, Лане, Суассоне, Реймсе, Орлеане.
Немедленно собранное герцогом Анжуйским войско во главе с юным королём, горевшим желанием отличиться на поле боя, и его дядями, за исключением Людовика Анжуйского, усмирявшего восставший Лангедок, собиралось в Мо, готовое выступить против Руана. Город был взят без сопротивления, зачинщики казнены, городские привилегии и вольности аннулированы, с ратуши сняты колокола, сломаны городские ворота, а город отдан на разграбление.

## Восстание

### Начало возмущения

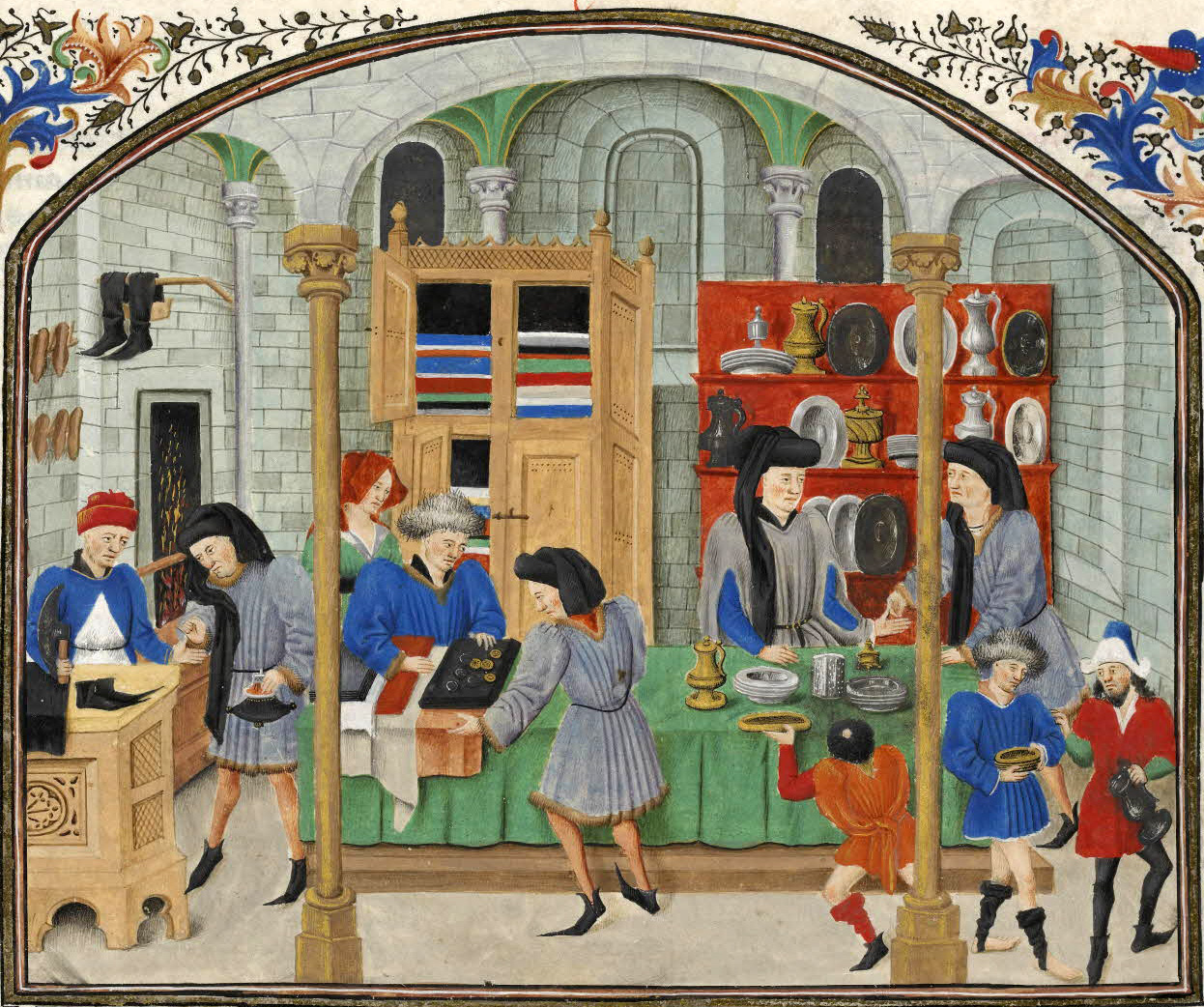
Средневековая иллюстрация к аристотелевской «Логике». Предположительно изображает парижский крытый рынок — место, где началось возмущение

Воодушевлённый победой герцог Анжуйский немедленно приказал обложить новым налогом Париж, тайно дав знать сборщикам, чтобы они не дожидались его возвращения и брались за дело. Адвокат Жан Демаре, глубокий старик, служивший ещё при покойном короле, один из немногих понимал, чем может кончиться подобное. Пустив в ход связи, родство и собственное красноречие, он пытался если не отменить, то хотя бы оттянуть неизбежное, но всё, что ему удалось, это добиться согласия принцев отложить начало уплаты на два дня.
Смельчака, готового объявить подобную новость парижанам, найти было непросто, согласившийся, наконец, королевский глашатай потребовал оплату золотом, что было немедленно исполнено. 28 февраля 1382 года он объявил о краже «королевской посуды или части её», под каковым предлогом парижанам было приказано отныне отчислять в казну один из каждых 12 денье, полученных с продаж. В тот же момент вспыхнул мятеж, в глашатая полетели камни, и он был вынужден дать коню шпоры и унестись прочь, спасая свою жизнь.
Тогда случилась, — писал Жювеналь дез Юрсен, — некая старуха, каковая в то время на рынке торговала салатом, у неё же некий сборщик стал требовать уплаты налога, она же в ответ разразилась криком. В ту же минуту множество народа кинулось на указанного сборщика, нанеся ему множество ран и затем бесчеловечно предав его смерти. Сразу после этого по всему городу поднялся народ низкого звания, раздобыл себе оружие и вооружился, к немалому обольщению и соблазну для остального народа, всего же их собралось около пятисот… При том, что их оружие и одежда были весьма убоги, им было известно, что в городской ратуше хранится военное снаряжение. Они же устремились туда и, взломав двери, овладели оружием, каковое было запасено для городской обороны, захватив великое множество военного снаряжения — мечей, копий, и наконец — свинцовых молотов для проламывания доспехов, и далее отправились рыскать по городу, где всех сборщиков налогов и воспомоществований, каковых знали или подозревали в причастности к названному делу, убивали и обрекали на смерть без всякого снисхождения.
Один из обречённых, вбежав в церковь, пытался искать защиты у статуи Святой Девы, от которой его оторвали силой и предали смерти на ступенях храма. Девизом восставших стало «К оружию! За свободу!».
По другим сведениям, полунищая торговка продавала овощи и зелень, сборщик же требовал от неё уплаты кроме налога ещё дополнительного штрафа за опоздание с внесением денег. Торговка якобы закричала в ответ «Долой налоги!», возбудив толпу в свою защиту.
Так или иначе, возмущение толпы выплеснулось наружу. Ремесленники подняли белое полотняное знамя (знак солидарности с восставшим Гентом), толпа бросилась в арсенал, где вооружилась, среди прочего, двумя или тремя тысячами боевых молотов, окованных свинцом, за что восставшие получили в истории имя майотенов, или молотобойцев. Основной движущей силой восстания были подёнщики, мелкие торговцы, подмастерья и городская беднота. Запылали отели знати на правом берегу Сены, среди прочих — отель герцога Анжуйского; было убито и ограблено множество богатых горожан, торговцев и ростовщиков, разбиты были винные склады. Не оставили без внимания также евреев: множество из них погибло, часть была вынуждена принять насильственное крещение. Городской капитан Морис де Трезегиди с горсткой солдат попытался остановить мятеж, но разъярённая толпа вынудила его к бегству, королевский гарнизон был заперт в Большом Шатле. К 12 часам дня город был в руках у восставших, поперёк улиц были натянуты цепи, ворота столицы закрыты. Для того, чтобы никто не смог бежать из Парижа или проникнуть в город, на стенах денно и нощно отныне должна была нестись караульная служба; также, если верить Фруассару, в городе был введён комендантский час («и вышедший из своего дома после одиннадцатого удара, ежели не был их приспешником, мог почитать себя мертвецом»).

### Попытки примирения и временная приостановка военных действий

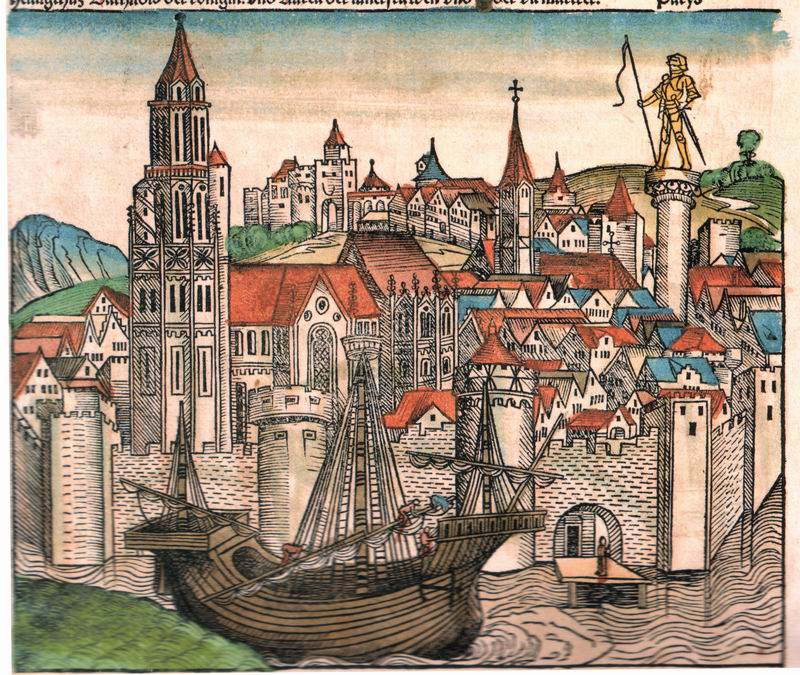
Вид на Париж с реки Сены. Ксилография из «Нюрнбергской хроники», 1493 г.

Встревоженная разгулом толпы городская верхушка предпочла попытку переговоров с герцогом Бургундским, бывшим в то время при короле — в Венсенне. 4 (по другим сведениям — 5) марта он, в сопровождении сеньора де Куси, начал переговоры с мятежниками, расположившимися на городских стенах и в Бастилии. В качестве основного условия от него требовали уменьшения королевских налогов до того размера, каким он был «во времена Людовика Святого и Филиппа Красивого», свободы для четырёх человек, арестованных 15 днями ранее за «дерзкие речи» против налогов и ныне содержавшихся в тюрьме Шатле, и прощения для участников мятежа. Герцог, в свою очередь, пообещал прощение восставшим, категорически отказав в остальном, что вызвало новую вспышку гнева.
Вплоть до того момента выступление парижан было чисто стихийным, за ним не стояло никакой политической идеи и никаких далеко идущих планов, кроме немедленного уничтожения налогов и физической расправы с теми, кто пытался их навязать. Однако мятежники, несколько успокоившись после начального порыва, задумались о неизбежном наказании и стали искать себе предводителя, могущего возглавить городскую оборону. При этом вспомнили Обрио, успевшего в то время отсидеть уже год в тюрьме Шатле. Вломившись туда и убив по пути несколько солдат, не успевших вовремя убежать, восставшие уничтожили все найденные там документы и выпустили заключённых, а самому Обрио предложили стать городским капитаном. Однако осторожный бургундец предпочёл уклониться от столь сомнительной чести и, той же ночью переправившись через Сену, бежал на родину в Дижон (по другим сведениям, в Авиньон, в резиденцию папы), где умер несколько месяцев спустя. Парижский епископ, городской прево, члены королевского совета и множество богатых буржуа предпочли бежать прочь, средний класс предпочитал не вмешиваться в события, ограничившись вооружённой защитой собственного имущества, таким образом, к мятежу примкнула почти исключительно беднота.
Оставшиеся без предводителя, парижане в первую очередь попытались оценить свои силы и решить, насколько возможно дальнейшее сопротивление. По докладам пятидесятников, ополчение составило 10 тысяч вооружённых людей. Возможность победить подобными силами представилась сомнительной, и решено было попытаться договориться с королём, который после усмирения мятежного Руана вместе со своей свитой, узнав об этих событиях, поспешил прибыть в Венсенн, располагавшийся неподалёку от мятежного города. Несмотря на громкое хвастовство и угрозы «подвергнуть бунтовщиков примерному наказанию», ничего предпринято не было — так как двор не располагал достаточным количеством войск для осады столицы. Впрочем, герцог Бургундский начал спешно собирать войска в своих владениях, герцоги Анжуйский и Бретонский сочли за лучшее последовать его примеру.
Возмущение между тем продолжалось. Было взято приступом аббатство Сен-Женевьев, также служившее тюрьмой, разгромлена епископская тюрьма, а заключённые выпущены на свободу. Толпа вломилась также в аббатство Сен-Жермен де Пре в поисках сборщиков налогов, которые могли ранее спрятаться там, но, не найдя никого, принялась метаться по улицам, грабя дома богачей и убивая их обитателей.
Впрочем, когда ближе к ночи толпа угомонилась, представители городской верхушки сумели взять власть в свои руки, тайно вооружив своих пособников. Но и они, боясь наказания, отказались впустить короля в город, не договорившись заранее об условиях мира.
Ситуация между тем продолжала накаляться. Амьен, Орлеан, Лион, куда уже успели дойти новости о Парижском и Гентском восстаниях, отказывались платить новый налог, из Пикардии, Нормандии, Шампани сборщики вынуждены были бежать, спасая свои жизни. В этих условиях регенты сочли за лучшее не рисковать.
В качестве виновников названы были 40 человек из низшего сословия, 12 из них немедленно было повешено, причем Демарэ для скорейшего исполнения приговора направил ещё двух палачей в помощь парижскому. Но всё же король, не получив полного удовлетворения своим желаниям, отказался войти в Париж, и вместо того по приказу регентов, в Компьене, в середине апреля было собрано заседание Генеральных Штатов. Выступая перед представителями трёх сословий, глава Парижского парламента Арно де Корби потребовал утверждения нового налога, ссылаясь на тяготы войны с англичанами, критическое состояние казны и необходимость поддержания реноме королевской власти. Депутаты от парижского третьего сословия в ответ сослались на недостаточность своих полномочий, но после отправки гонцов в свои города получили недвусмысленный ответ, что жители их «готовы скорее умереть, чем позволить силой навязать новое вспомоществование». В виде компромисса Генеральные Штаты предложили де Корби восстановить выплату прежнего налога — субсидии, но отнюдь не вводить нового.
Чтобы сломить сопротивление парижан, герцог Анжуйский приказал своим солдатам начать разорение предместий, убивая без пощады любого парижанина, который встретился бы им на пути. Кроме того, перекрыто было движение по Шарентонскому мосту, основному пути, по которому шло городское снабжение продовольствием. Парижане в ответ пригрозили выйти из города и разбить королевские отряды силой. Противостояние продолжалось в течение четырёх дней («с субботы до вторника», как упоминает «Хроника королевства Французского»).
Герцог Анжуйский, со своей стороны, продолжал попытки договориться с мятежным Парижем. Его жителям было обещано, что король вернётся в Лувр при условии, что горожане откроют ворота, уберут цепи, запиравшие улицы, и, наконец, добровольно сдадут оружие, но ответом был категорический отказ. Сам король пообещал, что с народа взиматься будут только налог на соль (т. н. габель) и налог на торговлю, но и в этом ему было отказано.
Городская верхушка между тем была настроена искать примирения. К герцогу Анжуйскому был направлен адвокат Демаре во главе городской делегации, состоявшей из членов университета и старейшин. Он был королевским прево, единственным из городской администрации, кто ещё оставался в городе. Демаре попытался уверить юного Карла, что соглашение возможно, если тот даст торжественное обещание соблюдать завещание своего отца (т. н. закон от 16 ноября 1380 года). Карл согласился, потребовав со своей стороны безусловного наказания тех, кто громил тюрьмы.
По возвращении в Париж Демаре попытался добиться согласия на осуществление этих мер, но получил в том резкий отказ. Толпа продолжала требовать полной кассации налогов и прощения восставших. В противном случае парижане клялись «своими молотами добыть свободу для города и для всей Франции». Поперёк улиц вновь были натянуты цепи, горожане приготовились к защите. Королевский прево, однако же, был полон решимости подавить восстание, но, не рискуя вызвать очередной взрыв возмущения публичной казнью, на словах даровал прощение остальным «бунтовщикам» и в то же время приказал стражникам тайно арестовать ещё несколько человек как виновных в «оскорблении величества», но когда слухи о том просочились, публично объявил об отсрочке приговора до возвращения двора, в то же время приказал тайно зашить их в кожаные мешки и бросить в Сену. По замечанию французского историка Жана Фавье, это был «прекрасный образчик характерного для той эпохи соединения жестокости с трусостью».
Наконец, городская верхушка, откровенно боявшаяся нового разгула толпы, предпочла купить у герцога Анжуйского прощение, выплатив ему специально собранные 100 тыс. ливров и оговорив, что новый налог будет всё же отменён, после чего король наконец-то смог вернуться в свою столицу. Полномочия для заключения мира были даны адвокату Демарэ, президенту Парламента де Корби и Ангеррану де Куси, специально прибывшему в Париж, чтобы выработать условия соглашения (май 1382 года). Это сравнительно безболезненное решение вопроса было, по всей видимости, обусловлено острой необходимостью для герцога отбыть в Неаполитанское королевство, где его соперник Карл де Дураццо в его отсутствие одерживал победу за победой, угрожая жизни самой королевы (май 1382 года).
Герцог Бургундский, сменивший своего старшего брата в роли ближайшего наставника при королевской особе, немедленно стал уговаривать четырнадцатилетнего Карла выступить против восставших фламандцев. Однако для похода вновь нужны были деньги — после отъезда герцога Анжуйского, окончательно опустошившего казну, вплоть до того, что в его руки перешли деньги и драгоценности, собранные Карлом V для окончательного изгнания англичан из Франции. При попытке начать взимание нового налога волнения в Руане возобновились в августе 1382 года. 18 августа король взял орифламму из монастыря Сен-Дени и выступил в поход против Фландрии. В Париже царила глухая тревога, несмотря на то, что низы, по выражению историка Ж. Фавье, «бунтовали на словах» в трактирах и лавках, и на улицах не раз слышались выкрики «Да здравствует Гент, отец наш!», крови не хотел никто. Достаточно красноречивым представляется эпизод с арестом ткача Обера де Дампьерра, обвинённого в заговоре против фиска. Дампьер отдался в руки солдат без всякого сопротивления, объяснив это тем, что «бунт уже слишком много наделал смертей». Несколько дней спустя после этого события выступивший перед городскими старейшинами в присутствии короля герцог Бургундский требовал от них обеспечить спокойствие в городе вплоть до их возвращения, прекрасно понимая, что возобновление мятежа будет зависеть лишь от победы или поражения фламандцев.

### Конец восстания

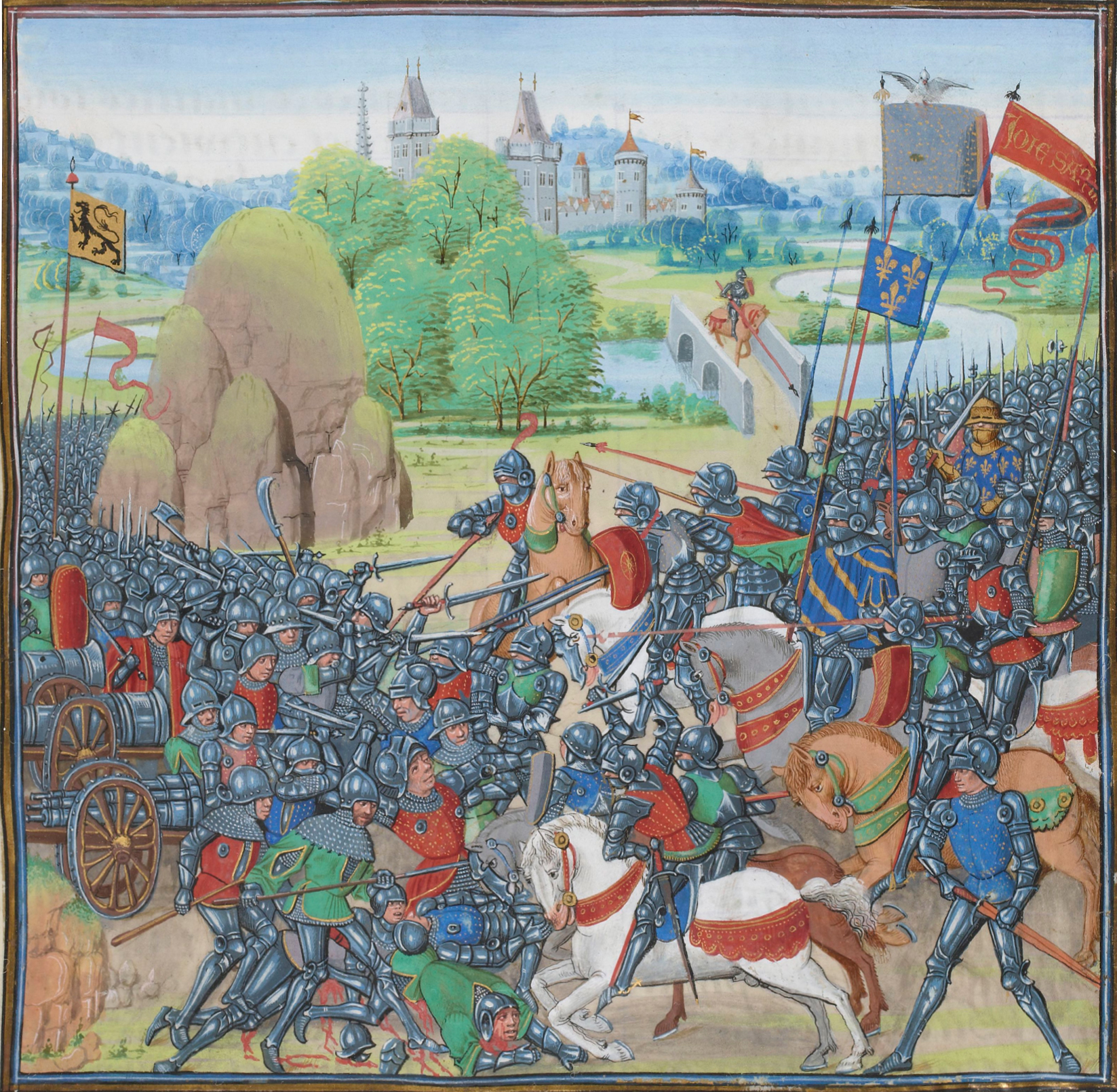
Битва при Роозбеке. Миниатюра из «Хроник» Фруассара. XV в.

27 ноября 1382 года юный король наголову разбил восставших гентцев при Роозбеке, Филипп Артевельде был убит на поле боя. Победители прекрасно понимали, что поражение фламандцев означало также конец восстания в столице.
Случись королю Франции потерпеть поражение, — писал торжествующий Фруассар, — и вся знать и дворянство погибли бы, дело их оказалось бы окончательно проиграно как в королевстве французском, так и во всём христианском мире.  Что ныне смогут сказать парижане? Что скажут они, узнав, что фламандцы разбиты при Роозбеке, а Филипп Артевельде мёртв? Их не обрадуют подобные новости, как не обрадуют они и жителей многих других добрых городов.
Действительно, эта победа лишь подогрела жажду мести, и, как упоминал Фруассар, во время разграбления Куртрэ был захвачен пакт о дружбе и взаимопомощи, который восставшие фламандцы и парижане якобы заключили между собой..
В начале января 1383 года король со славой вернулся во Францию в сопровождении войска и пышной свиты, состоявшей из дворян Нормандии, Пикардии и Иль-де-Франса. 10 января он вернул орифламму в Сен-Дени и там же приказал отслужить молебен, благодаря святого за одержанную победу. В городе царило уныние, после победы короля при Роозбеке парижане пали духом, прекрасно понимая, что королевского наказания не избежать. 11 января по городу поползли тревожные слухи о возвращении короля во главе большой армии. В тот же день навстречу ему вышло 30 тыс. парижан, вооружённых молотами и луками и расположились «словно бы для битвы». Впрочем, их боевой дух был к тому времени сломлен, сопротивляться своему королю, оставшись без предводителя и программы дальнейших действий, они не решились, желая лишь внешней видимостью силы заставить его воздержаться от репрессий. По рассказу Фруассара, подобное войско произвело достаточно тягостное впечатление на королевскую свиту, и потому, остановившись, Карл выслал вперед коннетабля и адмирала Франции, поручив им узнать, «для чего они выстроились в подобный порядок», и получил ответ, что это сделано единственно для торжественной встречи короля. Ответ посланцев звучал следующим образом: «Именем короля, сложите ныне оружие на землю и мирно разойдитесь по домам, ежели вы желаете, чтобы король въехал в Париж».

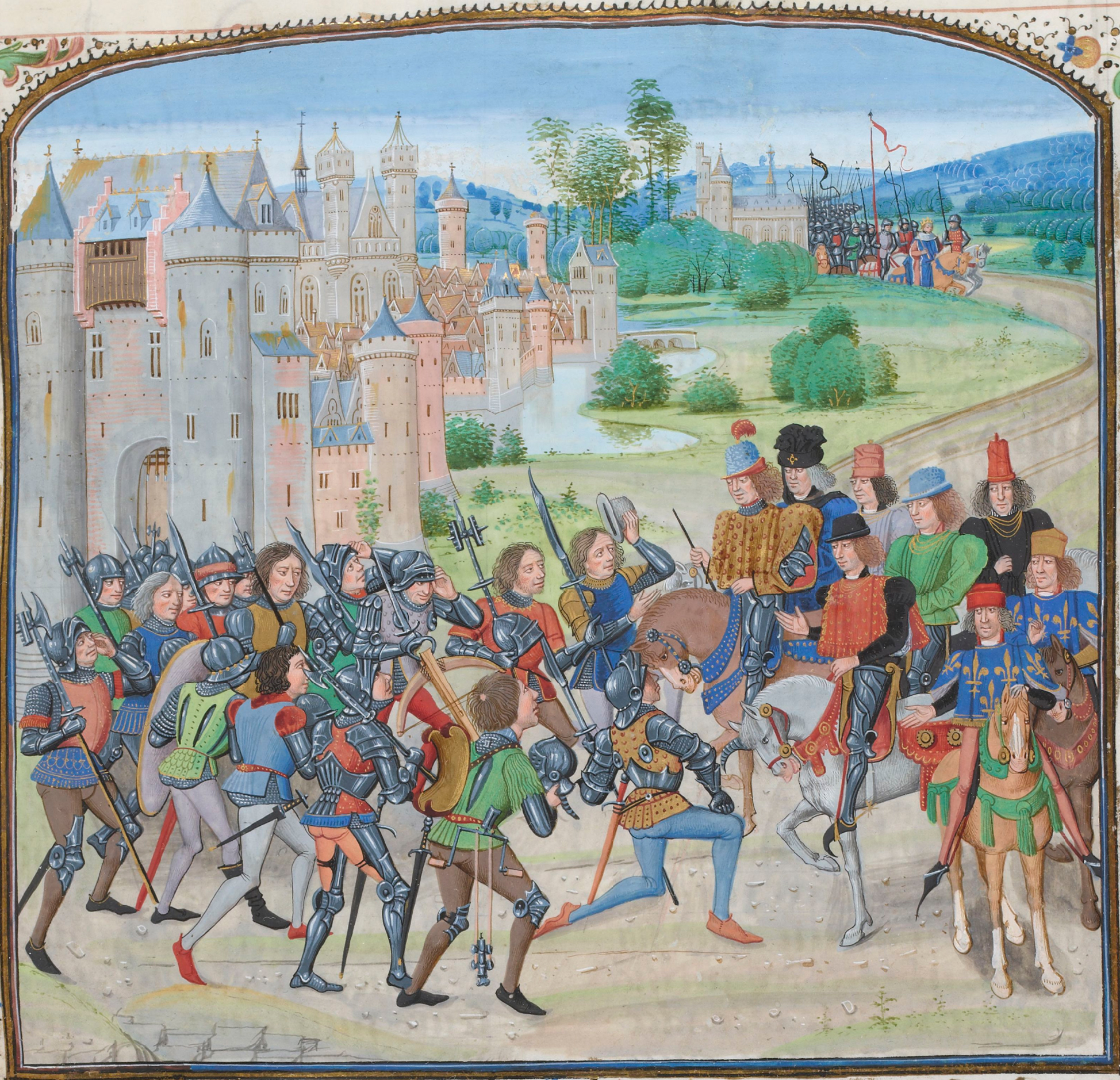
Въезд Карла VI в мятежный Париж. Миниатюра из «Хроник» Фруассара. XV в.

Действительно, сложив молоты к ногам Карла, восставшие молили о пощаде. Присутствовавший при том Бонаккорсо (который при том уверял, что делегация парижан состояла всего лишь из 500 человек) передал ответ Карла следующим образом: «Возвращайтесь в Париж и, когда я буду заседать там, где вершится правосудие, приходите и просите, и получите по заслугам». Король въехал в город сквозь брешь в стене, словно бы захватив собственную столицу вооружённой силой, при том, что сопровождавшие его солдаты шли с оружием наголо, до последнего момента опасаясь предательства. По приказу коннетабля Оливье де Клиссона, заняты были Большой и Малый мосты, королевский гарнизон утвердился в Бастилии, ещё один встал в королевском дворце Сен-Поль, дополнительные отряды заняли Шатле, парижский рынок и кладбище Невинноубиенных, уличные цепи были конфискованы и унесены во дворец. В тот же день аресту подверглись 300 парижан, среди которых оказался и адвокат Демаре, и председательствующий Парижского парламента Гийом де Санс. Уже на следующий день после королевского въезда в город на виселице (или по другим сведениям — на плахе) оказались трое зачинщиков — ткачи Обер де Дамьперр и Гийом Руссо, а также ювелир Анри Понс. В городе воцарилась атмосфера террора и страха, никто из возмущавшихся даже на словах не мог чувствовать себя в безопасности. Аресты продолжались всю следующую неделю. 19 января на виселицу были отправлены ещё 19 человек, ткач Николя Лефламан, пользовавшийся огромным уважением среди ремесленного сословия, поплатился головой. В вину ему было поставлено участие в переговорах с королём (в марте и мае), репутация «поборника смягчения законов», прямым поводом послужил неизвестно кем сделанный донос, будто Лефламан был среди доверенных лиц Этьена Марселя и вместе с последним участвовал в убийствах. И, наконец, 20 января новый налог на все товары (в особенности на вино и соль), названный «вспомоществованием», силой был навязан парижанам. Новый закон вступал в силу 1 февраля. 24 января были казнены ещё восемь человек. 27 января королевским приказом должность купеческого прево отменялась, обязанности этого чиновника должны были перейти к прево Парижа, городская ратуша отныне должна была именоваться просто «Домом с колоннами», городское самоуправление уничтожалось, горожанам запрещено было натягивать поперёк улиц цепи, запрещены были сборища членов цехов, сами цеховые привилегии отменены. 31 января голову на плаху положил Жан Майар, городской казначей, убийца Этьена Марселя, вместе с ним были обезглавлены ещё 19 человек. Согласно подсчётам современных историков, всего были наказаны смертью 100 парижан.
Казни и конфискации имущества продолжались вплоть до конца февраля, причем одной из последних жертв стал адвокат Демаре, обезглавленный 28 февраля. Официально в вину ему было поставлено «вызывающее поведение» во время переговоров, попустительство бунтарям и даже подстрекательство к сопротивлению королевскому войску. Как предполагается, реальной причиной была ненависть к нему герцогов Бургундского и Беррийского, против которых он всегда выступал, защищая интересы их старшего брата. Но Людовик Анжуйский в это время находился в Италии, и оба герцога воспользовались благоприятным моментом, чтобы расправиться с его протеже. Епископ парижский попытался вмешаться, указывая, что Демаре как клирик должен был предстать перед церковным судом, но оба герцога, опасаясь, что в подобном случае процесс затянется и их враг, вполне возможно, избегнет наказания, предпочли проигнорировать это требование.
И, наконец, 1 марта король даровал городу высочайшее прощение, за которое, впрочем, пришлось заплатить 100 тыс. ливров. Прощение, впрочем, не распространялось на беглецов, которым было приказано под угрозой конфискации имущества вернуться в город до 8 марта включительно. Одним из тех, кто не поверил в королевское «прощение», был мэтр Жан де Ромильи, поплатившийся за это двумя парижскими домами, перешедшими под управление королевских мэтр-д’отелей Николя Брака и Пьера де Шеврез. Однако полного разорения своей столицы король не желал, и постепенно усилиями Жювеналя дез Юрсена, «хранителя купеческого превотства», который сумел отстоять свои убеждения перед Парижским парламентом в череде судебных процессов, длившихся вплоть до 1400 года, удалось шаг за шагом вернуть утраченное и даже обеспечить столице торговые льготы, дававшие ей преимущество перед руанскими купцами.

## Последующие возмущения против налоговой политики
Подавленное в Париже восстание перекинулось на Юг, в те места, где ранее свирепствовала Жакерия, — за оружие взялись жители Лангедока, Оверни, Пуату, Дофинэ. Здесь вспыхнула крестьянская война, получившая в историографии название «восстания тюшенов» (от фр. tauche — «лесок, роща», то есть «лесных братьев», «лесных разбойников»). К крестьянам присоединились городская беднота и ремесленники. В течение двух лет (весна 1382 года — лето 1384 года) королевские войска ничего не могли сделать с восставшими. Нападая из засад, действуя с помощью мелких летучих отрядов, они оставались практически неуловимыми для тяжелой рыцарской конницы. Были заняты Бокер, Ним, Нарбонн, Каркассон, где городские низы, также поднявшись против налогов, оказывали восставшим деятельную поддержку. Летом 1383 года королевским войскам всё же удалось оттеснить их в горы, и в начале 1384 года восстание в большей своей части было подавлено. На городские и сельские низы обрушились тяжёлые репрессии и штрафы, но правительство, напуганное размахом выступлений против налоговой политики, в течение следующих 20—30 лет, вплоть до начала XV века, не решалось более повышать подати.
В это же время выступления против феодального гнёта прокатились по всей Европе — в Италии восстали чомпи, в Венгрии на борьбу со своими господами поднялось крестьянство, а в Англии прогремело восстание Уота Тайлера. Таким образом, низшие классы заявили о себе как о серьёзной политической силе, с которой необходимо было отныне считаться.